# Monophlebus dumonti
Monophlebus dumonti är en insektsart som beskrevs av Albert Vayssière 1932. Monophlebus dumonti ingår i släktet Monophlebus och familjen pärlsköldlöss.
Artens utbredningsområde är Tunisien. Inga underarter finns listade i Catalogue of Life.